# Луис Хименес
Луис Антонио Хименес Гарсес (на испански: Luis Antonio Jiménez Garcés) е чилийски професионален футболист, който играе като атакуващ полузащитник за „Магаянес“.
Играе за националния отбор на Чили от 2004 до 2021 година.